# 郑顼
郑顼（？—？），字寧伯，荥阳郡开封县（今河南省开封市祥符区）人，出自荥阳郑氏南祖，北魏、西魏官员。

## 生平
郑顼年轻时就有才干，以员外散骑侍郎为起家官，略微升任行台左丞、阳城郡陈留郡二郡太守，大统三年（537年），郑顼和族人郑伟一起谋划起兵响应西魏军队，之后随郑伟入朝，获赐爵魏昌县伯，出任太府少卿，外任扶风郡太守，又再度出任太府少卿，转任卫尉少卿。郑顼在京城内外任职，都有恭敬勤恳的称誉，很快在任内去世，朝廷赠予仪同三司、豫州刺史。

## 家庭

### 父亲
- 郑思庆，北魏建威将军、山阳郡太守[3]

### 儿子
- 郑常，北周使持节、上开府、都督南兖州诸军事、南兖州刺史、广饶县公[3]
- 郑师，隋朝祠部员外郎